# Western (film, 2017)
Pour les articles homonymes, voir Western (homonymie).
Pour plus de détails, voir Fiche technique et Distribution.
Western est un film germano-bulgaro-autrichien réalisé par Valeska Grisebach, sorti en 2017.
Il est présenté en section Un certain regard au Festival de Cannes 2017.

## Synopsis
L'installation d'ouvriers « détachés » allemands sur un chantier situé aux confins de la Bulgarie et de la Grèce. La plupart d'entre eux évitent les contacts avec la population locale. Seuls, Meinhard et son contremaître Vincent tentent de briser le silence. Le fossé entre les groupes n'est pas uniquement linguistique ou culturel, il reflète aussi les disparités socio-économiques d'une Europe encore inégalitaire.

## Fiche technique
- Titre français : Western
- Réalisation : Valeska Grisebach
- Scénario : Valeska Grisebach
- Direction artistique : Michael Randel
- Costumes : Veronika Albert
- Photographie : Bernhard Keller
- Montage : Bettina Böhler
- Pays d'origine :  Allemagne,  Bulgarie,  Autriche
- Format : Couleurs - 35 mm - 1,85:1
- Genre : drame
- Durée : 119 minutes
- Dates de sortie :  
  -  France : 18 mai 2017 (Festival de Cannes 2017 - section Un certain regard), 22 novembre 2017 (sortie nationale)
  -  Allemagne : 24 août 2017

## Distribution
- Meinhard Neumann : Meinhard
- Reinhardt Wetrek : Vincent
- Syuleyman Alilov Letifov : Adrian
- Veneta Fragnova : Veneta
- Viara Borisova : Vyara
- Kevin Bashev : Wanko
- Aliosman Deliev : Mancho
- Momchil Sinanov : le grand-père de Manchos
- Robert Gawellek : Tommy
- Jens Klein : Jens
- Waldemar Zang : Boris
- Detlef Schaich : Helmuth
- Sascha Diener : Marcel
- Enrico Mantei : Wolle
- Gulzet Zyulfov : Gulzet

## Accueil

### Critique
En France, l'accueil critique est positif : le site Allociné recense une moyenne des critiques presse de 4,0/5, et des critiques spectateurs à 3,0/5.

## Distinctions

### Récompenses
- Festival international du film de Mar del Plata 2017 : Astor du meilleur réalisateur[2]
- Festival International War on Screen 2017 : Mention spéciale du Jury
- Festival international du film d'Istanbul 2018 : Tulipe d'or

### Sélections
- Festival de Cannes 2017 - section Un certain regard
- Festival international du film de Thessalonique 2017 - section Prix Lux
- Arras Film Festival 2017 - section Découvertes européennes
- Festival de cinéma européen des Arcs 2017 - section Prix Lux